# رقم قياسي بارالمبي
رقم قياسي بارالمبي (Paralympic record) هو أفضل أداء في إحدى اختصاصات الألعاب البارلمبية الصيفية و الشتوية، و بما أن هذه الألعاب تقام مرة كل أربع سنوات فإن هذا الرقم القياسي لا يتوافق مع الرقم القياسي العالمي.
تعترف اللجنة البارالمبية الدولية بهذه الأرقام القياسية إلى في بعذ السباقات وهي:
- الرماية
- ألعاب قوى
- ركوب الدراجات
- رياضة القوة
- السباحة

## وصلات خارجية
- الأرقام القياسية في الموقع الرسمي للألعاب البارالمبية